# Episinus dominicus
Episinus dominicus är en spindelart som beskrevs av Levi 1955. Episinus dominicus ingår i släktet Episinus och familjen klotspindlar. Inga underarter finns listade i Catalogue of Life.